# 葉米利奇內區

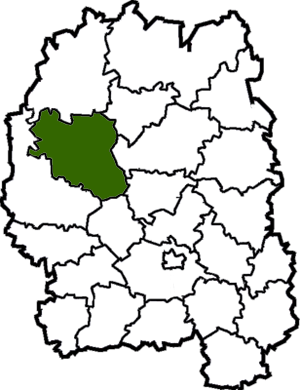
撤销前葉米利奇內區在日托米爾州的位置

葉米利奇內區（烏克蘭語：Ємільчинський район）曾是烏克蘭的一個區，位於該國北部，由日托米爾州負責管轄，首府設於叶米利奇内，面積2,112平方公里，2013年人口34,492，人口密度每平方公里16.3人。
该区在2020年7月18日的乌克兰行政区划改革中被撤销，改革后日托米爾州下分为4个区。葉米利奇內區合并至茲維亞赫爾區。